# Plassac-Rouffiac
Plassac-Rouffiac település Franciaországban, Charente megyében. Lakosainak száma 379 fő (2022. január 1.). Plassac-Rouffiac Bécheresse, Champagne-Vigny, Claix, Mouthiers-sur-Boëme és Voulgézac községekkel határos.

## Népesség
A település népessége az elmúlt években az alábbi módon változott:
| Lakosok száma | 297  | 304  | 297  | 340  | 405  | 404  | 401  | 400  | 396  | 379  |
|               | 1968 | 1982 | 1990 | 2006 | 2013 | 2015 | 2017 | 2019 | 2020 | 2022 |